# Stefan Nowaczek (1896–1940)

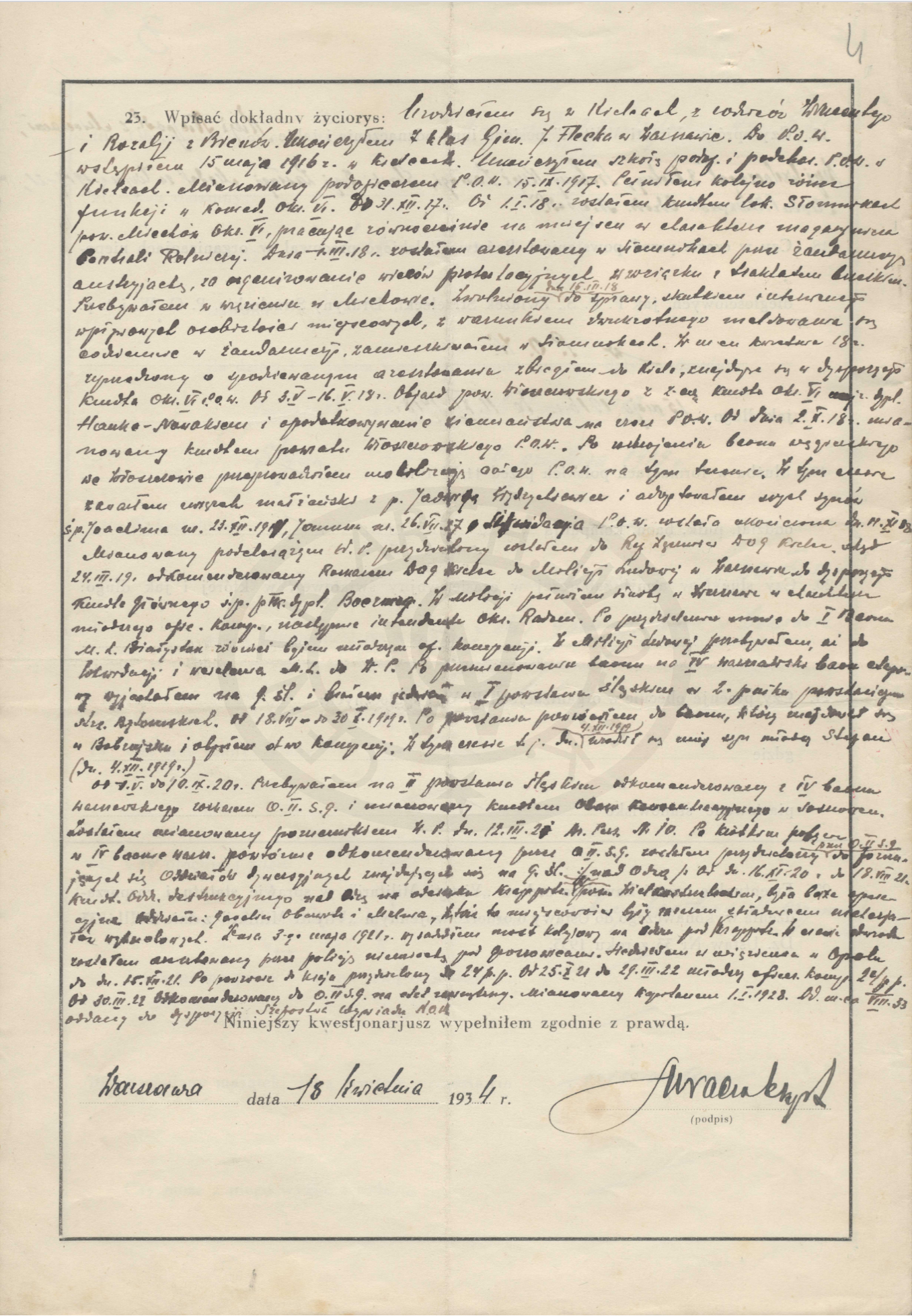
Odręczny życiorys Nowaczka do Orderu VM, z podpisem, kwiecień 1934

Stefan Wincenty Nowaczek (ur. 1 września 1896 w Kielcach, zm. wiosną 1940 w Charkowie) – kapitan administracji (piechoty) Wojska Polskiego, uczestnik powstań śląskich, kawaler Orderu Virtuti Militari, ofiara zbrodni katyńskiej.

## Życiorys
Syn Wincentego i Rozalii z Bieniów. Absolwent Szkoły Handlowej w Kielcach (1910) i gimnazjum w Warszawie (1918).
Przed I wojną światową był członkiem Związku Strzeleckiego „Strzelec”. Od 1916 w POW, ukończył szkołę podchorążych. W latach 1914–1917 służył w Legionach, w 5 pułku piechoty. Po kryzysie przysięgowym przeszedł do konspiracji w POW. W 1918 wstąpił do Wojska Polskiego. Służył w Oddziale II Sztabu Generalnego Wojska Polskiego. W latach 1919 – 1920 brał udział w powstaniach śląskich.
Po zakończeniu wojny pozostał w wojsku i został przydzielony do 2 pułku piechoty Legionów skąd był oddelegowany do pracy w Ministerstwie Spraw Wojskowych. Od października 1921 służył w 24 pułku piechoty. W 1928 został awansowany na kapitana piechoty ze starszeństwem z dniem 1 stycznia i pracował w Biurze Personalnym Ministerstwa Spraw Wojskowych w Warszawie. W 1932 roku służył w Sztabie Głównym
W lutym 1936 roku został przydzielony do Ekspozytury Nr 5 Oddziału II SG we Lwowie. W 1939 był kierownikiem placówki wywiadowczej KOP nr 11 w Stryju.
15 września 1939 został przydzielony do Dowództwa Grupy Obrony Lwowa na stanowisko oficera sztabu. Po kapitulacji załogi Lwowa dostał się do niewoli sowieckiej i przebywał w obozie w Starobielsku. Wiosną 1940 został zamordowany przez funkcjonariuszy NKWD w Charkowie i pogrzebany w bezimiennej zbiorowej mogile w Piatichatkach, gdzie od 17 czerwca 2000 mieści się oficjalnie Cmentarz Ofiar Totalitaryzmu w Charkowie. Figuruje na Liście Starobielskiej NKWD pod poz. 2377.
Był żonaty i w 1934 roku miał dwoje dzieci, Janusza (ur. 26 lipca 1917) i Stefana (ur. 4 grudnia 1919).
5 października 2007 minister obrony narodowej Aleksander Szczygło – decyzją nr 439/MON – mianował go pośmiertnie na stopień majora. Awans został ogłoszony 9 listopada 2007 w Warszawie, w trakcie uroczystości „Katyń Pamiętamy – Uczcijmy Pamięć Bohaterów”.

## Ordery i odznaczenia
- Krzyż Srebrny Orderu Wojskowego Virtuti Militari nr 7824[16] (27 czerwca 1922)[17]
- Krzyż Niepodległości z Mieczami (12 marca 1931)[18]
- Krzyż Walecznych (trzykrotnie)[19]
- Srebrny Krzyż Zasługi (3 sierpnia 1928)[20]
- Medal Pamiątkowy za Wojnę 1918–1921[19]
- Medal Dziesięciolecia Odzyskanej Niepodległości[19]